# Segundo programa de áudio
Second audio program (SAP; em português segundo programa de áudio) é um canal de áudio, geralmente mono, que é simultaneamente transmitido na programação de um canal de televisão. Seu objetivo principal é criar uma opção a mais de áudio para o espectador, como por exemplo, o áudio original de um filme, a cobertura de um evento sem os comentários dos apresentadores, ou até inclusive, oferecer um outro grupo de apresentadores para um mesmo evento.
Geralmente, a maioria das emissoras que transmitem a sua programação disponibilizando esse recurso, transmitem sua programação em estéreo, o que faz com que no seu espectro de frequência de 6 MHz, elas transmitam um sinal de vídeo e até três canais de áudio (estéreo esquerdo, estéreo direito e SAP). Na televisão digital, o SAP é uma das linhas de áudio como uma linha de áudio utilizada em programas com audiodescrição.
A opção SAP só está disponível em emissoras locais ou TV a cabo. A TV Globo também disponibiliza o SAP na parabólica analógica. No entanto, em transmissões HD, há a possibilidade de inserir o SAP a uma das linhas de áudio.